# Episodi de L'ispettore Barnaby (ventiquattresima stagione)
La ventiquattresima stagione del telefilm L'ispettore Barnaby è distribuita da Acorn TV nel Regno Unito nel 2023, mentre la prima TV britannica è inedita.
In Italia, la stagione è andata in onda dal 17 marzo 2024 al 7 aprile 2024 su Giallo.
| nº | Titolo originale   | Titolo italiano      | Pubblicazione UK | Prima TV Italia |
| -- | ------------------ | -------------------- | ---------------- | --------------- |
| 1  | The Devil's Work   | L'opera del Demonio  | 10 novembre 2023 | 17 marzo 2024   |
| 2  | Book of the Dead   | Enigmi mortali       | 11 dicembre 2023 | 24 marzo 2024   |
| 3  | Claws Out          | Fuori gli artigli    | 18 dicembre 2023 | 31 marzo 2024   |
| 4  | A Climate of Death | Un ambiente di morte | 25 dicembre 2023 | 7 aprile 2024   |